# Снајдер (Небраска)
Снајдер (енгл. Snyder) град је у америчкој савезној држави Небраска.

## Демографија
По попису из 2010. године број становника је 300, што је 18 (-5,7%) становника мање него 2000. године.
| Група             | 2000.       | 2010.       |
| Белци             | 309 (97,2%) | 294 (98,0%) |
| Афроамериканци    | 0 (0,0%)    | 0 (0,0%)    |
| Азијати           | 1 (0,3%)    | 0 (0,0%)    |
| Хиспаноамериканци | 0 (0,0%)    | 4 (1,3%)    |
| Укупно            | 318         | 300         |